# Handan Sultan
Handan Sultan, född okänt år, död 9 december 1605, var en Valide Sultan i det Osmanska riket under sin son sultan Ahmed I från 1603 till 1605. 
Handan Sultan var född i Bosnien och blev sedan tjänare (slav) hos Cerrah Mehmed Pasha, som gav henne som gåva till den senare Mehmet III när han utnämndes till guvernör i Saruhan 1583.  När Mehmet III år 1595 besteg tronen installerades hon i det kejserliga osmanska haremet, där sultanmodern Safiye Sultan enligt sed hade första rangen. 
När hennes son besteg tronen år 1603 blev hon som sultanmoder högst i rang bland alla kvinnorna i haremet med titeln valide sultan, medan hennes företrädare Safiye Sultan och resten av hennes makes harem fördes till det gamla palatset för pensionerade konkubiner.  Tillsammans med sin sons lärare Mustafa Efendi blev hon sin sons främsta rådgivare, och syftade till att säkra hans ställning och rensa ut Safiyes kontakter från palatset.  Hon gynnade bosnier fick hovet och gynnade Yavuz Ali Pasha och Boşnak Derviş Mehmed Pashas karriärer.